# Forson Amankwah
Forson Amankwah (Ghana, 31 de diciembre de 2002) es un futbolista ghanés que juega de centrocampista en el Norwich City F. C. de la EFL Championship.

## Trayectoria
Debutó como profesional en un partido de la Liga Premier de Ghana 2019-20 contra el Karela United el 12 de diciembre de 2019. Fue nombrado hombre del partido en la victoria por 4-3 contra el Rey Faisal el 15 de noviembre de 2020.
En febrero de 2021, se incorporó al club de la Bundesliga austriaca, el Red Bull Salzburgo, y fue cedido al FC Liefering.

## Estadísticas

### Clubes
Actualizado al último partido disputado el 3 de diciembre de 2023.
| Club                                   | Div.          | Temporada     | Liga  | Liga  | Copas nacionales | Copas nacionales | Copas internacionales | Copas internacionales | Total | Total |
| Club                                   | Div.          | Temporada     | Part. | Goles | Part.            | Goles            | Part.                 | Goles                 | Part. | Goles |
| -------------------------------------- | ------------- | ------------- | ----- | ----- | ---------------- | ---------------- | --------------------- | --------------------- | ----- | ----- |
| West African Football Academy SC Ghana | 1 ª           | 2019-20       | 8     | 1     | 0                | 0                | —                     | —                     | 8     | 1     |
| West African Football Academy SC Ghana | 1 ª           | 2020-21       | 6     | 0     | 0                | 0                | —                     | —                     | 6     | 0     |
| West African Football Academy SC Ghana | Total club    | Total club    | 14    | 1     | 0                | 0                | 0                     | 0                     | 14    | 1     |
| F. C. Liefering · Austria              | 2.ª           | 2020-21       | 10    | 3     | —                | —                | —                     | —                     | 10    | 3     |
| F. C. Liefering · Austria              | 2.ª           | 2021-22       | 19    | 3     | —                | —                | —                     | —                     | 19    | 3     |
| F. C. Liefering · Austria              | Total club    | Total club    | 29    | 6     | 0                | 0                | 0                     | 0                     | 29    | 6     |
| Red Bull Salzburgo · Austria           | 1.ª           | 2021-22       | 1     | 0     | 0                | 0                | 0                     | 0                     | 1     | 0     |
| SC Rheindorf Altach · Austria          | 1.ª           | 2022-23       | 16    | 1     | 2                | 1                | —                     | —                     | 18    | 2     |
| SC Rheindorf Altach · Austria          | Total club    | Total club    | 16    | 1     | 2                | 1                | 0                     | 0                     | 18    | 2     |
| Red Bull Salzburgo · Austria           | 1.ª           | 2022-23       | 12    | 0     | 0                | 0                | 0                     | 0                     | 12    | 0     |
| Red Bull Salzburgo · Austria           | 1.ª           | 2023-24       | 15    | 2     | 2                | 2                | 4                     | 0                     | 21    | 4     |
| Red Bull Salzburgo · Austria           | Total club    | Total club    | 28    | 2     | 2                | 2                | 4                     | 0                     | 34    | 4     |
| Total carrera                          | Total carrera | Total carrera | 87    | 10    | 4                | 3                | 4                     | 0                     | 95    | 13    |

## Palmarés

### Títulos nacionales
| Título     | Club               | País    | Año  |
| ---------- | ------------------ | ------- | ---- |
| Bundesliga | Red Bull Salzburgo | Austria | 2023 |